# Gamma Herculis
Gamma Herculis (Hejian (河間), Ho Keen, 20 Herculis) é uma estrela na direção da constelação de Hercules. Possui uma ascensão reta de 16h 21m 55.24s e uma declinação de +19° 09′ 10.9″. Sua magnitude aparente é igual a 3.74. Considerando sua distância de 195 anos-luz em relação à Terra, sua magnitude absoluta é igual a −0.15. Pertence à classe espectral A9III.